# Chía (Huesca)
Chía es un municipio y localidad de España, en La Ribagorza, provincia de Huesca, comunidad autónoma de Aragón. Está situado al pie de la sierra homónima.

## Toponimia
El origen del topónimo es preindoeuropeo, según Mascaray Terrado Chía significa: "se cultivan las tierras", pues hasta finales del siglo XX se cultivaba en grandes cantidades la cebada, avena y centeno.

## Demografía
Chía cuenta con una población de 94 habitantes (INE 2024).
| Gráfica de evolución demográfica de Chía entre 1842 y 2021                                                          |
| |
| Población de derecho según los censos de población del INE Población de hecho según los censos de población del INE |

## Administración y política
| Período   | Alcalde                   | Partido |  |
| --------- | ------------------------- | ------- |  |
| 1979-1983 | Juan Pallaruelo Martín    | UCD     |  |
| 1983-1987 | Julio Nerín Mallo         |         |  |
| 1987-1991 | Julio Nerín Mallo         |         |  |
| 1991-1995 | Julio Nerín Mallo         | PP      |  |
| 1995-1999 | Julio Nerín Mallo         | PP      |  |
| 1999-2003 | Julio Nerín Mallo         | PP      |  |
| 2003-2007 | Julio Nerín Mallo         | PP      |  |
| 2007-2011 | José Luis Pallaruelo      | PSOE    |  |
| 2011-2015 | Enrique Barrau Pallaruelo | PP      |  |
| 2015-2019 | Enrique Barrau Pallaruelo | PSOE    |  |

| Partido político    | Partido político                                   | 2003   | 2007   | 2011   | 2015   |
| Partido político    | Partido político                                   | Ediles | Ediles | Ediles | Ediles |
|                     | Partido de los Socialistas de Aragón (PSOE-Aragón) | 1      | 3      | 2      | 2      |
|                     | Partido Aragonés (PAR)                             | —      | 1      | 0      | 1      |
|                     | Partido Popular (PP)                               | 4      | 1      | 3      | 0      |
|                     | Chunta Aragonesista (CHA)                          | —      | 0      | —      | —      |
| Total de concejales | Total de concejales                                | 5      | 5      | 5      | 5      |

## Patrimonio
- Ermita de San Martín, de estilo románico, del siglo XII.[9]
- Iglesia parroquial de San Vicente, del siglo XVIII.[9]
- Ermita de La encontrada, del siglo XIX[9]

## Lengua
En este municipio se conserva el patués, una variedad de idioma aragonés, hablado en el Valle de Benasque.

## Fiestas locales
- 8 de septiembre, Virgen de la Encontrada.[10]

## Rutas
Las siguientes rutas de senderismo pasan por la localidad:
- PR-HU 51

Una ruta paisajística que se puede hacer en vehículo aunque solo está asfaltado en algunos tramos une la localidad de Chía en el Valle de Benasque con la localidad de Plan en el Valle de Gistau a través del Collado de Sahún.